# Nikolaos Ioannidis (voetballer)
Nikolaos Ioannidis (Remscheid, 26 augustus 1994) is een Grieks-Duits betaald voetballer die bij voorkeur als aanvaller speelt.

## Clubcarrière
Ioannidis werd geboren in Duitsland, maar heeft Griekse ouders. Toen hij drie was keerde het gezin terug naar Griekenland. Hier voetbalde hij bij AO Pandramaikos tot hij werd opgenomen in de jeugd van Olympiakos Piraeus. Dat verhuurde hem vanaf 2012 aan verschillende clubs, zoals aan PEC Zwolle in het seizoen 2014/15. Dit huurcontract werd na een half seizoen opgezegd nadat de spits zich niet kon vinden in de plannen van trainer Ron Jans. Hij vervolgde zijn loopbaan bij de Griekse club Asteras Tripolis. Daarna speelde hij in Hongarije en Portugal.

## Carrièrestatistieken
| Seizoen                        | Club                   | Land            | Competitie        | Competitie | Competitie | Beker | Beker | Internationaal | Internationaal | Overig | Overig | Totaal | Totaal |
| Seizoen                        | Club                   | Land            | Competitie        | Wed.       | Dlp.       | Wed.  | Dlp.  | Wed.           | Dlp.           | Wed.   | Dlp.   | Wed.   | Dlp.   |
| ------------------------------ | ---------------------- | --------------- | ----------------- | ---------- | ---------- | ----- | ----- | -------------- | -------------- | ------ | ------ | ------ | ------ |
| 2012/13                        | Olympiakos Piraeus     | Griekenland     | Super League      | 0          | 0          | 1     | 0     | 0              | 0              | 0      | 0      | 1      | 0      |
| 2013/14                        | Olympiakos Piraeus     | Griekenland     | Super League      | 0          | 0          | 0     | 0     | 0              | 0              | 0      | 0      | 0      | 0      |
| 2013/14                        | → Hansa Rostock        | Duitsland       | 3. Liga           | 30         | 6          | 0     | 0     | 0              | 0              | 0      | 0      | 30     | 6      |
| 2014/15                        | Olympiakos Piraeus     | Griekenland     | Super League      | 0          | 0          | 0     | 0     | 0              | 0              | 0      | 0      | 0      | 0      |
| 2014/15                        | → PEC Zwolle           | Nederland       | Eredivisie        | 4          | 0          | 2     | 0     | 1              | 0              | 1      | 0      | 8      | 0      |
| 2014/15                        | → Borussia Dortmund II | Duitsland       | 3. Liga           | 17         | 1          | 0     | 0     | 0              | 0              | 0      | 0      | 17     | 1      |
| 2015/16                        | Borussia Dortmund II   | Duitsland       | Regionalliga West | 6          | 1          | 0     | 0     | 0              | 0              | 0      | 0      | 6      | 1      |
| 2015/16                        | Asteras Tripolis       | Griekenland     | Super League      | 10         | 2          | 1     | 0     | 0              | 0              | 0      | 0      | 11     | 2      |
| 2016/17                        | Asteras Tripolis       | Griekenland     | Super League      | 8          | 2          | 1     | 0     | 0              | 0              | 0      | 0      | 9      | 2      |
| Carrière totaal                | Carrière totaal        | Carrière totaal | Carrière totaal   | 75         | 12         | 5     | 0     | 1              | 0              | 1      | 0      | 82     | 12     |
| Bijgewerkt op 15 november 2016 |                        |                 |                   |            |            |       |       |                |                |        |        |        |        |

## Interlandcarrière

### Griekenland onder 19
Op 1 september 2013 debuteerde Ioannidis voor Griekenland –19 in een vriendschappelijke wedstrijd tegen Moldavië –19 (1 – 1 gelijkspel).
| Interlands van Nikolaos Ioannidis | Interlands van Nikolaos Ioannidis | Interlands van Nikolaos Ioannidis | Interlands van Nikolaos Ioannidis | Interlands van Nikolaos Ioannidis | Interlands van Nikolaos Ioannidis |
| №                                 | Datum                             | Wedstrijd                         | Uitslag                           | Soort Wedstrijd                   | Doelpunten                        |
| Als speler bij Olympiakos Piraeus | Als speler bij Olympiakos Piraeus | Als speler bij Olympiakos Piraeus | Als speler bij Olympiakos Piraeus | Als speler bij Olympiakos Piraeus | Als speler bij Olympiakos Piraeus |
| --------------------------------- | --------------------------------- | --------------------------------- | --------------------------------- | --------------------------------- | --------------------------------- |
| 1.                                | 10 oktober 2012                   | Griekenland – Moldavië            | 0 – 0                             | Vriendschappelijk                 | 0                                 |
| 2.                                | 12 oktober 2012                   | Noord-Ierland – Griekenland       | 0 – 2                             | Vriendschappelijk                 | 1                                 |
| 3.                                | 15 oktober 2012                   | Griekenland – Tsjechië            | 1 – 2                             | Vriendschappelijk                 | 1                                 |
| 4.                                | 7 september 2012                  | Nederland – Griekenland           | 2 – 1                             | Vriendschappelijk                 | 0                                 |
| 5.                                | 24 april 2013                     | Oekraïne – Griekenland            | 1 – 2                             | Vriendschappelijk                 | 0                                 |
| 6.                                | 15 mei 2013                       | Griekenland – Cyprus              | 1 – 1                             | Vriendschappelijk                 | 1                                 |
| 7.                                | 5 juni 2013                       | Kroatië – Griekenland             | 1 – 1                             | Vriendschappelijk                 | 0                                 |
| 8.                                | 7 juni 2013                       | Spanje – Griekenland              | 2 – 0                             | Vriendschappelijk                 | 0                                 |
| 9.                                | 10 juni 2013                      | Polen – Griekenland               | 1 – 1                             | Vriendschappelijk                 | 0                                 |

## Erelijst

### MetPEC Zwolle
| Nationaal                    |    |      |
| Winnaar Johan Cruijff Schaal | 1x | 2014 |